# صندوق الثروة السيادية الباكستاني
صندوق الثروة السيادية الباكستاني ( PSWF ) هو صندوق الثروة السيادية لباكستان الذي أنشأته الحكومة الباكستانية من خلال قانون صندوق الثروة السيادية الباكستاني لعام 2023 م . يدير الصندوق أصول الشركات المملوكة للدولة المربحة مثل:شركة تنمية النفط والغاز الباكستانية، شركة البترول الباكستانية،البنك الوطني الباكستاني.
وكان هدف الصندوق هو المساهمة في التنمية الاقتصادية المستدامة في باكستان من خلال زيادة الاستثمار المحلي وكذلك جذب الاستثمارات من مجلس التعاون الخليجي ودول الخليج العربي.  وقد تعرض الصندوق المقترح لانتقادات شديدة، حيث طالب صندوق النقد الدولي بإغلاقه بسبب خطر فقدان الحكومة السيطرة على الشركات السبع المملوكة للدولة والمربحة والتي تم نقلها إلى الصندوق السيادي الباكستاني. 

## تاريخ الصندوق
في 31 يوليو 2023، وافقت المجلس الوطني الباكستاني على تشريع قانون لإنشاء صندوق الثروة السيادية الباكستاني.  في الثاني من أغسطس من نفس العام، أقر مجلس الشيوخ الباكستاني قانونًا يسمح بإنشاء صندوق مملوك للدولة.  ويهدف الصندوق إلى تعزيز الاستقرار الاقتصادي والنمو في البلاد. يهدف الصندوق إلى إدارة أصول الشركات المملوكة للدولة المربحة وهي شركة تنمية النفط والغاز (OGDCL)، وشركة البترول الباكستانية (PPL)، وشركة ماري للطاقة ، وشركة الطاقة الحكومية القابضة، وصندوق التنمية الباكستاني، وشركة نيلوم-جهيلوم للطاقة الكهرومائية، والبنك الوطني الباكستاني (NBP).   
في أغسطس 2023، نقلت حكومة باكستان كامل حصتها في سبع شركات بقيمة 2.3 تريليون روبية باكستانية إلى صندوق الثروة السيادية بقيمة 8.06 مليار دولار أمريكي.  
في أكتوبر 2024، عقد أحسن إقبال ، وزير التخطيط والتنمية والمبادرات الخاصة الباكستاني ، اجتماعًا مع وفد من شركة الاستشارات ألفاريز ومارسال لإنشاء صندوق الثروة السيادية الباكستاني. 

## القضايا القانونية
واجهت الحكومة ضغوطًا وانتقادات لأن الأهداف والحالة التشغيلية تبدو غير معروفة.  في يوليو/تموز 2024، طالب صندوق النقد الدولي بإلغاء الصندوق مقابل تقديم المزيد من المساعدة. وقال صندوق النقد الدولي إن الحكومة الباكستانية قد تفقد السيطرة على الشركات الاستراتيجية المنقولة إلى الصندوق. وحث صندوق النقد الدولي الحكومة الباكستانية على تعزيز قانون الخصخصة بدلاً من بيع هذه الأصول الاستراتيجية بطريقة غير شفافة.  وحث البنك الدولي أيضًا على إلغاء الصندوق. 

## روابط خارجية
- "Pakistan Sovereign Wealth Fund Act, 2023". The Pakistan Code. Ministry of Law and Justice.

1. ↑  "Heavy investment expected in 'Pakistan Sovereign Wealth Fund'". Business Recorder. 9 أكتوبر 2024. مؤرشف من الأصل في 2024-12-30.
2. 1 2  "IMF demands abolition of PSWF". The Express Tribune. 10 يوليو 2024. مؤرشف من الأصل في 2024-10-05.
3. ↑  "NA legislates to establish Pakistan Sovereign Wealth Fund". Associated Press of Pakistan. 31 يوليو 2023. مؤرشف من الأصل في 2025-01-23.
4. ↑  Hussain, Ali (3 Aug 2023). "Senate passes crucial bill to pave the way: Setting-up of sovereign wealth fund in sight". Business Recorder (بالإنجليزية). Archived from the original on 2025-01-23.
5. ↑  "Pakistan's Sovereign Wealth Fund: A new dawn for economic stability and growth" (بالإنجليزية الأمريكية). 2 Jul 2024. Retrieved 2024-11-13.
6. ↑  Rana, Shahbaz (14 Aug 2024). "Sovereign Wealth Fund hits legal snags". The Express Tribune (بالإنجليزية). Retrieved 2025-03-07.
7. ↑  Abbasi, Zaheer (22 Nov 2023). "PSWF given ownership of 7 profit-making SOEs' assets". Brecorder (بالإنجليزية). Retrieved 2025-03-07.
8. ↑  "Pakistan passes law to set up a sovereign wealth fund". Business Recorder (بالإنجليزية). Reuters. 2 Aug 2023. Archived from the original on 2025-01-23.
9. ↑  Dilawar, Ismail (3 Aug 2023). "Pakistan Seeks Foreign Investment With $8 Billion Wealth Fund". Bloomberg (بالإنجليزية).
10. ↑  "Planning Minister chairs meeting for the establishment of Pakistan's Sovereign Wealth Fund". Associated Press of Pakistan. 10 أكتوبر 2024. مؤرشف من الأصل في 2025-01-24.
11. 1 2  "Govt faces scrutiny over $8 billion Pakistan Sovereign Wealth Fund". Profit by Pakistan Today (بالإنجليزية). 14 Aug 2024. Retrieved 2024-11-13.